# Chiesa di San Maurizio (Filettole)
La chiesa di San Maurizio si trova a Filettole nel comune di Vecchiano.

## Storia
Ricordata nell'886 e nel 901 tra i beni della Cattedrale lucchese, la chiesa passò alla diocesi pisana nel 1139.
Più volte ampliata e modificata, delle strutture originali restano alcune vestigia nel fianco sud.
Inglobato negli annessi della chiesa sorge il campanile, privo di aperture, costruito tra il XIII ed il XIV secolo. L'antico campanile è stato rimaneggiato nei secoli e completamente restaurato, a causa di gravi lesioni, nel 2011 recuperando l'aspetto originale e garantendo una protezione antisismica.
L'interno, ad unica aula con copertura a volta e cupola ovoidale affrescata, conserva gli interventi di primo Ottocento che tesero a valorizzare la zona presbiteriale con il ciclo di affreschi raffiguranti le Imprese dei Santi Maurizio, Bibbiana e Francesco Saverio, "Trinità e Gloria dei Santi, con i santi pisani" (restaurati completamente nel 2001) eseguiti a monocromo da Luigi Ademollo, a lungo attivo tra Pisa e Lucca.
Opera di grande pregio è anche il Crocifisso miracoloso XVI secolo (che operò il miracolo della guarigione dalla peste manzoniana). Tale miracolo viene celebrato ogni anno nel secondo venerdì di marzo con una festa e processione solenne, con grandissimo concorso di popolo e di clero.
Una Madonna del Rosario del XVII secolo è venerata nella chiesa.
Negli anni '70 il pittore pisano Enrico Fornaini affrescò parte della chiesa con scene del miracolo del crocifisso e "opere di misericordia" che ritraggono Papa Giovanni XXIII e Madre Teresa di Calcutta (che vide e approvò la bozza dell'affresco, facendo aggiungere la croce sullo scapolare dell'abito religioso).
La chiesa è stata oggetto di completo restauro e consolidamento statico nel 2005 a causa di gravi lesioni alle strutture portanti.